# Hendrik Vogt
Hendrik Vogt (* 10. Februar 1986 in Hannover) ist ein deutscher Schauspieler und Produzent.

## Leben
Hendrik Vogt wuchs in Hannover und Erftstadt auf. Nach Ablegen des Abiturs studierte er von 2006 bis 2010 im Bereich Schauspiel an der Hochschule für Musik und Darstellende Kunst in Frankfurt am Main und sammelte während dieser Zeit Bühnenerfahrungen unter anderem am Gallus Theater, dem Frankfurter Autorentheater und dem Schauspiel Frankfurt. Nach seinem Studium war er 2010 zuerst für zwei Produktionen am Theater Koblenz engagiert. Danach folgte von 2010 bis 2013 ein Engagement als festes Mitglied des Ensembles der Wuppertaler Bühnen. In diesem Zeitraum war er dort in achtzehn Produktionen zu sehen.
Seit 2013 ist er freischaffend tätig, unter anderem am Theater im Bauturm, am Theater der Keller, den Burgfestspielen Bad Vilbel und dem Theater der Altmark. Internationale Engagements folgten unter anderem beim Shanghai International Art Festival (China) und beim Spotkania Teatralne Innowica (Polen). Neben seinen Bühnenengagements ist Hendrik Vogt auch immer wieder in Fernsehen- und Kinorollen zu sehen.
Außerdem ist er als Filmproduzent tätig. Seit 2015 leitet er die von ihm gegründete Produktionsfirma Light Bridge Production in Potsdam-Babelsberg.

## Hörspiele
- 2009: Arthur Schnitzler: Reigen (Der Graf/Erzähler). Regie: Marlene Breuer (Hessischer Rundfunk/Hochschule für Musik und Darstellende Kunst Frankfurt am Main)